# Maria Pilar Riba Font
Maria Pilar Riba Font   (10 de maig de 1944) és una política andorrana. És membre del Partit Socialdemòcrata d'Andorra. Va assistir al Consell General d'Andorra, el parlament del Principat, del 2005 al 2011.